# Henry Jennings
Henry Jennings fue un corsario británico que sirvió durante la guerra de sucesión española y ejerció como líder del refugio pirata o “república” de New Providence. 

## Biografía

### Primeros pasos
El autor Colin Woodard describe a Jennings como "un capitán de barco educado con una cómoda propiedad" en Bermuda, y tenía propiedades tanto en Bermuda como en Jamaica. Se describió a sí mismo como un bermudeño, y la familia Jennings estaba bien establecida allí, especialmente en Flatts Village, el barrio próspero al oeste del cual todavía se conoce como Jennings 'Land después de Richard Jennings. Aunque se sabe poco de los primeros años de vida de Jennings, fue registrado por primera vez como corsario durante la guerra de sucesión española que operaba desde Jamaica, luego gobernado por Lord Archibald Hamilton. Hay evidencia de que Jennings poseía suficiente tierra en Jamaica para vivir cómodamente, dejando así sus motivaciones para la piratería a la conjetura.

### Vida como Pirata
Su primer acto de piratería del que se tiene constancia tuvo lugar en el año 1716 cuando, con una flota de tres buques y, entre ciento cincuenta y trescientos hombres, Jennings protagonizó una emboscada al campamento español de la flota del tesoro en 1715. Después de forzar la retirada española, Jennings zarpó de vuelta a Jamaica con un cargamento aproximado de 350.000 pesos. En su ruta de regreso a Jamaica, Jennings se encontró con otra embarcación española a la que retrajo 60.000 pesos. 
Cuando Jennings se encontró con Samuel “Black Sam” Bellamy, se alió con él para seguir cometiendo actos de piratería contra los franceses. Cuando Bellamy lo traicionó, Jennings evidenció su crueldad en el brutal asesinato de más de 20 franceses e ingleses además de la quema de un barco mercante inglés.
Jennings fue declarado pirata por el mismo gobernador que lo había comisionado, y que en un principio había condonado sus acciones (llevándose un beneficio de éstas). Jennings fue forzado a escapar de Jamaica y estableció una nueva base de operaciones en New Providence en las Bahamas. Con sede en Nassau se convirtió en un alcalde no oficial de la creciente colonia pirata y posteriormente se retiró de la piratería.

### Perdón en 1718 y retiro
El gobernador recién nombrado de las Bahamas, Woodes Rogers, emitió un decreto real el 5 de septiembre de 1717 que perdonaba a todos los piratas que se rindieran durante el año. En particular, el indulto del rey permitió a los forajidos en las Bahamas buscar alivio de las autoridades británicas a través de una amnistía general declarada. A principios de 1718, Jennings navegó a las Bermudas para entregarse, rindiéndose a las autoridades y aceptando el indulto. Fue uno de los 400 piratas que se aprovecharon de la amnistía y luego se retiró a las Bermudas para vivir el resto de su vida "como un miembro rico y respetado de la sociedad".
Se jubiló como rico propietario de una plantación en las Bermudas y es uno de los pocos piratas que se dice que disfrutó de una jubilación exitosa. Se desconoce cuál fue su destino final, aunque algunos historiadores especulan que fue capturado por los españoles en sus últimos años, muriendo en la oscuridad en una prisión de Nueva España. Otras leyendas lo cuentan envejeciendo con su familia en las Bermudas.